# Lazarus (kriminalroman)
För andra betydelser, se Lasarus.

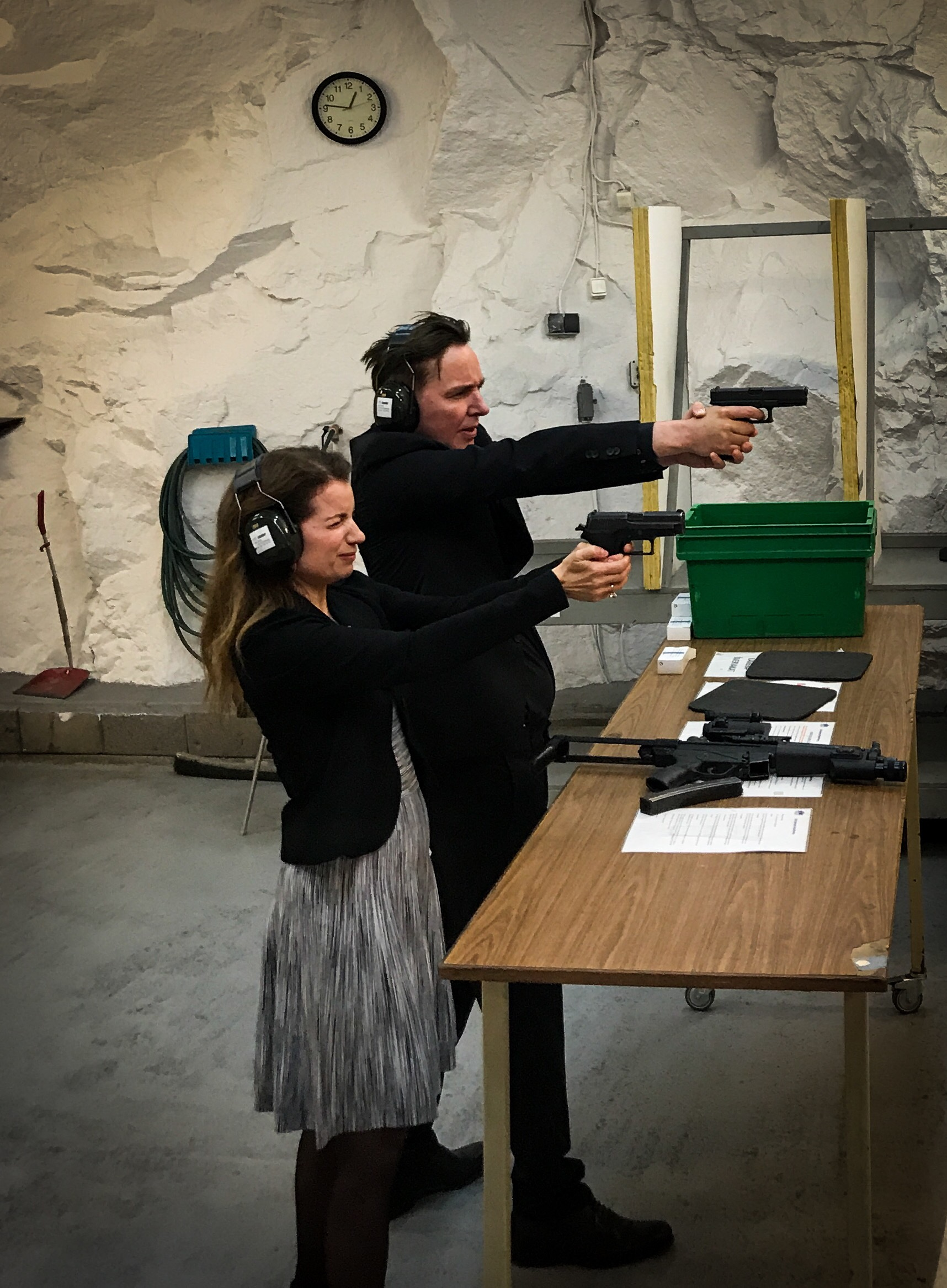
Lars Kepler gör research.

Lazarus är en kriminalroman av Lars Kepler som utkom 2018 på Albert Bonniers förlag. Den är Lars Keplers sjunde bok om kommissarie Joona Linna. Lazarus hamnade 2019 på årstopplistans andra plats över årets mest sålda skönlitterära böcker.
Lazarus tilldelades priset The Storytel Award/Stora Ljudbokspriset i kategorin spänning.